# Lista atacurilor cu rachete din invazia Rusiei în Ucraina (noiembrie 2022)
Acesta este segmentul din noiembrie 2022 al listei atacurilor cu rachete executate de toate părțile implicate în invazia Rusiei în Ucraina din 2022. Sunt enumerate doar atacurile certificate în surse de încredere, țintele cărora sunt sau sunt considerate a fi obiective militare sau de infrastructură. Nu sunt enumerate loviturile cu rachete neghidate efectuate de forțele de aviație, artilerie, sisteme de lansare multiplă și sisteme S-300.
Drapelele din coloana „obiectiv lovit” semnifică țara care deținea controlul asupra obiectivului respectiv. Obiectivele lovite nu sunt în mod necesar cele țintite – în unele cazuri, se referă la locul căderii rachetelor care s-au prăbușit în zbor sau au fost distruse de sisteme anti-rachetă.
Pagina principală: Lista atacurilor cu rachete din invazia Rusiei în Ucraina (2022–prezent). Listele pe luni:
- 2022 – ian · feb · mar · apr · mai · iun · iul · aug · sep · oct · noi · dec
- 2023 – ian · feb · mar · apr · mai · iun

## Noiembrie 2022
| Atacuri executate de partea ucraineană | Atacuri executate de partea ucraineană | Atacuri executate de partea ucraineană | Atacuri executate de partea ucraineană | Atacuri executate de partea ucraineană           | dată                                     | Atacuri executate de partea rusă | Atacuri executate de partea rusă | Atacuri executate de partea rusă | Atacuri executate de partea rusă | Atacuri executate de partea rusă                                 |
| regiune                                | localitate                             | tipul rachetei                         | interceptate                           | obiective lovite                                 | dată                                     | regiune                          | localitate                       | tipul rachetei                   | interceptate                     | obiective lovite victime: uciși \| răniți                        |
| -------------------------------------- | -------------------------------------- | -------------------------------------- | -------------------------------------- | ------------------------------------------------ | ---------------------------------------- | -------------------------------- | -------------------------------- | -------------------------------- | -------------------------------- | ---------------------------------------------------------------- |
| regiunea Donețk                        | Volnovaha                              | —                                      | —                                      | infrastructură militară                          | 01.11.2022                               | regiunea Harkov                  | raionul Ciuhuiv                  | —                                | —                                | neidentificat                                                    |
| regiunea Donețk                        | Donețk                                 | AGM-88 HARM⁠(d)                         | —                                      | neidentificat                                    | 01.11.2022                               | regiunea Zaporijjea              | raionul Zaporijjea               | —                                | —                                | fermă de păsări victime: 0 \| 0                                  |
| regiunea Herson                        | Herson                                 | —                                      | —                                      | pod                                              | 01.11.2022                               |                                  |                                  |                                  |                                  |                                                                  |
| regiunea Herson                        | Nova Kahovka                           | —                                      | —                                      | infrastructură militară                          | 01.11.2022                               |                                  |                                  |                                  |                                  |                                                                  |
| regiunea Herson                        | Herson                                 | M31                                    | —                                      | pod                                              | 02.11.2022                               | Marea Neagră                     | Marea Neagră                     | H-59⁠(d)                          | 3/3                              | interceptare de apărarea anti-rachetă a Ucrainei victime: 0 \| 0 |
| regiunea Herson                        | Nova Kahovka                           | —                                      | —                                      | infrastructură militară                          | 02.11.2022                               |                                  |                                  |                                  |                                  |                                                                  |
| regiunea Herson                        | Herson                                 | —                                      | —                                      | infrastructură militară                          | 02.11.2022                               |                                  |                                  |                                  |                                  |                                                                  |
| regiunea Luhansk                       | Severodonețk                           | M31                                    | —                                      | infrastructură militară                          | 02.11.2022                               |                                  |                                  |                                  |                                  |                                                                  |
| regiunea Herson                        | Herson                                 | —                                      | —                                      | infrastructură militară                          | 03.11.2022                               |                                  |                                  |                                  |                                  |                                                                  |
| regiunea Herson                        | Nova Kahovka                           | —                                      | —                                      | infrastructură militară                          | 03.11.2022                               |                                  |                                  |                                  |                                  |                                                                  |
| regiunea Herson                        | Hola Prîstan                           | —                                      | —                                      | infrastructură militară                          | 03.11.2022                               |                                  |                                  |                                  |                                  |                                                                  |
| regiunea Zaporijjea                    | Melitopol                              | —                                      | —                                      | infrastructură militară                          | 03.11.2022                               |                                  |                                  |                                  |                                  |                                                                  |
| regiunea Zaporijjea                    | Svitlodolînske                         | —                                      | —                                      | infrastructură feroviară                         | 03.11.2022                               |                                  |                                  |                                  |                                  |                                                                  |
| regiunea Herson                        | Herson                                 | —                                      | —                                      | infrastructură militară                          | 03.11.2022                               |                                  |                                  |                                  |                                  |                                                                  |
|                                        |                                        |                                        |                                        |                                                  | 04.11.2022                               | regiunea Mîkolaiiv               | regiunea Mîkolaiiv               | Kalibr⁠(d)                        | 1/1                              | interceptare de apărarea anti-rachetă a Ucrainei victime: 0 \| 0 |
| regiunea Herson                        | regiunea Herson                        | Kalibr⁠(d)                              | 1/1                                    |                                                  | 04.11.2022                               |                                  |                                  |                                  |                                  | interceptare de apărarea anti-rachetă a Ucrainei victime: 0 \| 0 |
| regiunea Donețk                        | Pokrovsk                               | —                                      | —                                      | infrastructură civilă victime: 1 \| 6            | 04.11.2022                               |                                  |                                  |                                  |                                  |                                                                  |
| regiunea Donețk                        | Donețk                                 | M31                                    | —                                      | infrastructură militară                          | 05.11.2022                               |                                  |                                  |                                  |                                  |                                                                  |
| regiunea Luhansk                       | Svatove                                | M31                                    | 0/4                                    | neidentificat                                    | 05.11.2022                               |                                  |                                  |                                  |                                  |                                                                  |
| regiunea Luhansk                       | Alcevsk                                | M31                                    | 0/2                                    | infrastructură militară                          | 06.11.2022                               | regiunea Zaporijjea              | Vilneansk                        | H-31⁠(d)                          | —                                | neidentificat victime: 0 \| 0                                    |
| regiunea Luhansk                       | Kadiivka                               | M31                                    | 0/4                                    | infrastructură militară                          | 06.11.2022                               |                                  |                                  |                                  |                                  |                                                                  |
| regiunea Donețk                        | Donețk                                 | M31                                    | —                                      | infrastructură industrială                       | 06.11.2022                               |                                  |                                  |                                  |                                  |                                                                  |
| regiunea Herson                        | regiunea Herson                        | M31                                    | —                                      | personal militar                                 | 06.11.2022                               |                                  |                                  |                                  |                                  |                                                                  |
| regiunea Herson                        | Nova Kahovka                           | —                                      | —                                      | infrastructură militară                          | 07.11.2022                               |                                  |                                  |                                  |                                  |                                                                  |
| regiunea Herson                        | Oleșkî                                 | —                                      | —                                      | infrastructură militară                          | 07.11.2022                               |                                  |                                  |                                  |                                  |                                                                  |
| regiunea Donețk                        | Donețk                                 | M31                                    | —                                      | organe de conducere ilegale                      | 07.11.2022                               |                                  |                                  |                                  |                                  |                                                                  |
| regiunea Luhansk                       | Kadiivka                               | M31                                    | 0/2                                    | infrastructură militară                          | 08.11.2022                               |                                  |                                  |                                  |                                  |                                                                  |
| regiunea Herson                        | Herson                                 | —                                      | —                                      | unități de tehnică militară                      | 09.11.2022                               | Marea Neagră                     | Marea Neagră                     | H-31⁠(d)                          | 1/1                              | interceptare de apărarea anti-rachetă a Ucrainei victime: 0 \| 0 |
| regiunea Herson                        | Nova Kahovka                           | —                                      | —                                      | unități de tehnică militară                      | 09.11.2022                               |                                  |                                  |                                  |                                  |                                                                  |
| regiunea Luhansk                       | Kadiivka                               | M31                                    | 0/4                                    | infrastructură militară                          | 10.11.2022                               |                                  |                                  |                                  |                                  |                                                                  |
| regiunea Herson                        | Oleșkî                                 | —                                      | —                                      | unități de tehnică militară                      | 10.11.2022                               |                                  |                                  |                                  |                                  |                                                                  |
| regiunea Herson                        | Nova Kahovka                           | —                                      | —                                      | unități de tehnică militară                      | 10.11.2022                               |                                  |                                  |                                  |                                  |                                                                  |
| regiunea Luhansk                       | Golubivka                              | M31                                    | —                                      | infrastructură militară                          | 10.11.2022                               |                                  |                                  |                                  |                                  |                                                                  |
| regiunea Luhansk                       | Kadiivka                               | M31                                    | —                                      | infrastructură militară                          | 10.11.2022                               |                                  |                                  |                                  |                                  |                                                                  |
| regiunea Herson                        | Herson                                 | —                                      | —                                      | unități de tehnică militară                      | 10.11.2022                               |                                  |                                  |                                  |                                  |                                                                  |
| regiunea Donețk                        | Dokuceaievsk                           | —                                      | —                                      | infrastructură militară                          | 11.11.2022                               |                                  |                                  |                                  |                                  |                                                                  |
| regiunea Donețk                        | Horlivka                               | M31                                    | —                                      | infrastructură militară                          | 11.11.2022                               |                                  |                                  |                                  |                                  |                                                                  |
| regiunea Donețk                        | Rozivka⁠(d)                             | M31                                    |                                        | infrastructură militară                          | 11.11.2022                               |                                  |                                  |                                  |                                  |                                                                  |
| regiunea Luhansk                       | Kadiivka                               | M31                                    | —                                      | infrastructură militară                          | 12.11.2022                               | regiunea Zaporijjea              | Zaporijjea                       | Iskander⁠(d)                      | 0/1                              | nu a explodat                                                    |
| regiunea Herson                        | Ceaplînka                              | —                                      | —                                      | aerodrom militar                                 | 13.11.2022                               | regiunea Donețk                  | Kurahove                         | —                                | —                                | infrastructură civilă                                            |
| regiunea Herson                        | Skadovsk                               | —                                      | —                                      | infrastructură militară                          | 13.11.2022                               |                                  |                                  |                                  |                                  |                                                                  |
| regiunea Luhansk                       | Sabivka                                | M31                                    | 0/5                                    | infrastructură feroviară                         | 13.11.2022                               |                                  |                                  |                                  |                                  |                                                                  |
| regiunea Donețk                        | Ciîsteakove                            | M31                                    | —                                      | neidentificat                                    | 14.11.2022                               |                                  |                                  |                                  |                                  |                                                                  |
| regiunea Donețk                        | Ilovaisk                               | M31                                    | —                                      | neidentificat                                    | 14.11.2022                               |                                  |                                  |                                  |                                  |                                                                  |
| regiunea Donețk                        | Horlivka                               | M31                                    | 0/4                                    | infrastructură militară                          | 15.11.2022                               | Kiev                             | Kiev                             | —                                | 18/21                            | infrastructură energetică victime: 3 \| 17                       |
| regiunea Luhansk                       | Denejnîkove                            | M31                                    | —                                      | neidentificat                                    | 15.11.2022                               | regiunea Kiev                    | regiunea Kiev                    | —                                | 18/21                            | infrastructură energetică victime: 3 \| 17                       |
|                                        |                                        |                                        |                                        |                                                  | 15.11.2022                               | regiunea Liov                    | regiunea Liov                    | —                                | 7/10                             | infrastructură energetică victime: 3 \| 17                       |
| regiunea Rivne                         | regiunea Rivne                         | —                                      | 2/3                                    |                                                  | 15.11.2022                               |                                  |                                  |                                  |                                  | infrastructură energetică victime: 3 \| 17                       |
| regiunea Volînia                       | Kovel                                  | —                                      | 29/43                                  |                                                  | 15.11.2022                               |                                  |                                  |                                  |                                  | infrastructură energetică victime: 3 \| 17                       |
| regiunea Hmelnîțkîi                    | regiunea Hmelnîțkîi                    | —                                      | 29/43                                  |                                                  | 15.11.2022                               |                                  |                                  |                                  |                                  | infrastructură energetică victime: 3 \| 17                       |
| regiunea Vinița                        | regiunea Vinița                        | —                                      | 29/43                                  |                                                  | 15.11.2022                               |                                  |                                  |                                  |                                  | infrastructură energetică victime: 3 \| 17                       |
| regiunea Jîtomîr                       | Jîtomîr                                | —                                      | 29/43                                  |                                                  | 15.11.2022                               |                                  |                                  |                                  |                                  | infrastructură energetică victime: 3 \| 17                       |
| regiunea Kirovohrad                    | Kropîvnîțkîi                           | —                                      | 29/43                                  |                                                  | 15.11.2022                               |                                  |                                  |                                  |                                  | infrastructură energetică victime: 3 \| 17                       |
| regiunea Poltava                       | raionul Kremenciuk                     | —                                      | 29/43                                  |                                                  | 15.11.2022                               |                                  |                                  |                                  |                                  | infrastructură energetică victime: 3 \| 17                       |
| regiunea Dnipropetrovsk                | Krivoi Rog                             | —                                      | 29/43                                  |                                                  | 15.11.2022                               |                                  |                                  |                                  |                                  | infrastructură energetică victime: 3 \| 17                       |
| Ucraina                                | Ucraina                                | —                                      | 29/43                                  | interceptare de apărarea anti-rachetă a Ucrainei | 15.11.2022                               |                                  |                                  |                                  |                                  |                                                                  |
| regiunea Belgorod                      | regiunea Belgorod                      | —                                      | 0/1                                    | infrastructură civilă victime: 2 \| 3            | 15.11.2022                               |                                  |                                  |                                  |                                  |                                                                  |
| regiunea Zaporijjea                    | Tokmak                                 | —                                      | —                                      | infrastructură militară                          | 16.11.2022                               |                                  |                                  |                                  |                                  |                                                                  |
| regiunea Herson                        | Kalanceak⁠(d)                           | —                                      | —                                      | infrastructură militară                          | 16.11.2022                               |                                  |                                  |                                  |                                  |                                                                  |
| regiunea Herson                        | Skadovsk                               | —                                      | —                                      | infrastructură militară                          | 16.11.2022                               |                                  |                                  |                                  |                                  |                                                                  |
| regiunea Herson                        | Ceaplînka                              | —                                      | —                                      | infrastructură militară                          | 16.11.2022                               |                                  |                                  |                                  |                                  |                                                                  |
| regiunea Luhansk                       | Mîrne⁠(d)                               | M31                                    | —                                      | neidentificat                                    | 16.11.2022                               |                                  |                                  |                                  |                                  |                                                                  |
| regiunea Luhansk                       | Perevalsk                              | M31                                    | —                                      | neidentificat                                    | 16.11.2022                               |                                  |                                  |                                  |                                  |                                                                  |
| regiunea Luhansk                       | Zîmohirea                              | M31                                    | —                                      | neidentificat                                    | 16.11.2022                               |                                  |                                  |                                  |                                  |                                                                  |
| regiunea Luhansk                       | Starobilsk                             | M31                                    | —                                      | neidentificat                                    | 16.11.2022                               |                                  |                                  |                                  |                                  |                                                                  |
| regiunea Donețk                        | Ilovaisk                               | M31                                    | 0/6                                    | infrastructură feroviară                         | 17.11.2022                               | Kiev                             | Kiev                             | H-55⁠(d)                          | 4/4                              | interceptare de apărarea anti-rachetă a Ucrainei                 |
| regiunea Luhansk                       | Kadiivka                               | M31                                    | —                                      | infrastructură militară                          | 17.11.2022                               | Kiev                             | Kiev                             | H-101⁠(d)                         | 4/4                              | interceptare de apărarea anti-rachetă a Ucrainei                 |
| regiunea Luhansk                       | Svatove                                | M31                                    | —                                      | personal militar                                 | 17.11.2022                               | regiunea Odesa                   | Odesa                            | H-59⁠(d)                          | 2/6                              | obiect de infrastructură victime: 0 \| 3                         |
| regiunea Herson                        | Ceaplînka                              | M31                                    | —                                      | depozit de muniții                               | 17.11.2022                               | regiunea Odesa                   | Odesa                            | Kalibr⁠(d)                        | 0/14                             | obiect de infrastructură victime: 0 \| 3                         |
|                                        |                                        |                                        |                                        |                                                  | 17.11.2022                               | regiunea Dnipropetrovsk          | Dnipro                           | Kalibr⁠(d)                        | 0/14                             | infrastructură civilă victime: 0 \| 23                           |
| Dnipro                                 | Pivdenmaș⁠(d)                           |                                        |                                        |                                                  | 17.11.2022                               | regiunea Dnipropetrovsk          |                                  | Kalibr⁠(d)                        | 0/14                             |                                                                  |
| regiunea Harkov                        | raionul Izium                          | infrastructură critică victime: 0 \| 3 |                                        |                                                  | 17.11.2022                               |                                  |                                  | Kalibr⁠(d)                        | 0/14                             |                                                                  |
| 18.11.2022                             | regiunea Zaporijjea                    | Zaporijjea                             | —                                      | 0/5                                              | obiect de infrastructură                 |                                  |                                  |                                  |                                  |                                                                  |
| regiunea Belgorod                      | regiunea Belgorod                      | AGM-88 HARM⁠(d)                         | —                                      | infrastructură militară                          | 20.11.2022                               |                                  |                                  |                                  |                                  |                                                                  |
| regiunea Zaporijjea                    | Vesele⁠(d)                              | —                                      | —                                      | infrastructură militară                          | 20.11.2022                               |                                  |                                  |                                  |                                  |                                                                  |
| regiunea Donețk                        | Ilovaisk                               | M31                                    | 0/3                                    | infrastructură feroviară                         | 20.11.2022                               |                                  |                                  |                                  |                                  |                                                                  |
| regiunea Donețk                        | Makiivka                               | M31                                    | —                                      | infrastructură feroviară, depozit petrolier      | 21.11.2022                               |                                  |                                  |                                  |                                  |                                                                  |
| regiunea Herson                        | Skadovsk                               | —                                      | —                                      | neidentificat                                    | 21.11.2022                               |                                  |                                  |                                  |                                  |                                                                  |
| regiunea Zaporijjea                    | Tokmak                                 | —                                      | —                                      | neidentificat                                    | 22.11.2022                               |                                  |                                  |                                  |                                  |                                                                  |
| regiunea Herson                        | Skadovsk                               | —                                      | —                                      | infrastructură militară                          | 23.11.2022                               | regiunea Liov                    | regiunea Liov                    | Kalibr⁠(d)                        | 0/2                              | infrastructură energetică victime: 10 \| 36                      |
|                                        |                                        |                                        |                                        |                                                  | 23.11.2022                               | Kiev                             | Kiev                             | H-555⁠(d)                         | 21/31                            | infrastructură energetică victime: 10 \| 36                      |
| regiunea Kiev                          | regiunea Kiev                          | H-101⁠(d)                               | 30/37                                  |                                                  | 23.11.2022                               |                                  |                                  |                                  |                                  | infrastructură energetică victime: 10 \| 36                      |
| regiunea Vinița                        | regiunea Vinița                        | H-101⁠(d)                               | 30/37                                  |                                                  | 23.11.2022                               |                                  |                                  |                                  |                                  | infrastructură energetică victime: 10 \| 36                      |
| regiunea Kirovohrad                    | regiunea Kirovohrad                    | H-101⁠(d)                               | 30/37                                  |                                                  | 23.11.2022                               |                                  |                                  |                                  |                                  | infrastructură energetică victime: 10 \| 36                      |
| Ucraina                                | Ucraina                                | —                                      | 30/37                                  | interceptare de apărarea anti-rachetă a Ucrainei | 23.11.2022                               |                                  |                                  |                                  |                                  |                                                                  |
| regiunea Luhansk                       | Kadiivka                               | M31                                    | 0/3                                    | infrastructură militară                          | 24.11.2022                               |                                  |                                  |                                  |                                  |                                                                  |
| regiunea Zaporijjea                    | Melitopol                              | —                                      | —                                      | neidentificat                                    | 24.11.2022                               |                                  |                                  |                                  |                                  |                                                                  |
| regiunea Herson                        | Ceaplînka                              | —                                      | —                                      | neidentificat                                    | 24.11.2022                               |                                  |                                  |                                  |                                  |                                                                  |
| regiunea Herson                        | raionul Skadovsk                       | —                                      | —                                      | neidentificat                                    | 24.11.2022                               |                                  |                                  |                                  |                                  |                                                                  |
| regiunea Herson                        | Ceaplînka                              | —                                      | —                                      | infrastructură militară                          | 25.11.2022                               |                                  |                                  |                                  |                                  |                                                                  |
| regiunea Luhansk                       | Svatove                                | M31                                    | 0/1                                    | infrastructură militară                          | 25.11.2022                               |                                  |                                  |                                  |                                  |                                                                  |
|                                        |                                        |                                        |                                        |                                                  | 25.11.2022                               |                                  |                                  |                                  |                                  |                                                                  |
| 26.11.2022                             | regiunea Donețk                        | Ceasov Iar                             | —                                      | —                                                | infrastructură civilă victime: 1 \| 2    |                                  |                                  |                                  |                                  |                                                                  |
| 26.11.2022                             | regiunea Dnipropetrovsk                | Dnipro                                 | H-22⁠(d)                                | 0/1                                              | infrastructură civilă victime: 1 \| 13   |                                  |                                  |                                  |                                  |                                                                  |
| 27.11.2022                             | regiunea Dnipropetrovsk                | Krivoi Rog                             | —                                      | 0/2                                              | obiect de infrastructură victime: 0 \| 0 |                                  |                                  |                                  |                                  |                                                                  |
| regiunea Herson                        | regiunea Dnipropetrovsk                | Radenske⁠(d)                            | —                                      | —                                                | infrastructură militară                  | 28.11.2022                       | Dnipro                           | —                                | 0/4                              | neidentificat victime: 0 \| 0                                    |
| regiunea Herson                        | Kalanceak⁠(d)                           | —                                      | —                                      |                                                  |                                          |                                  |                                  |                                  |                                  |                                                                  |
| regiunea Herson                        | Velîki Kopani                          | —                                      | —                                      | infrastructură militară                          |                                          |                                  |                                  |                                  |                                  |                                                                  |
| regiunea Herson                        | Skadovsk                               | —                                      | —                                      | neidentificat                                    | 29.11.2022                               |                                  |                                  |                                  |                                  |                                                                  |
| regiunea Donețk                        | Kvașîne⁠(d)                             | M31                                    | 0/1                                    | neidentificat                                    | 29.11.2022                               |                                  |                                  |                                  |                                  |                                                                  |
| regiunea Luhansk                       | Starobilsk                             | —                                      | —                                      | pod feroviar                                     | 30.11.2022                               |                                  |                                  |                                  |                                  |                                                                  |
| regiunea Donețk                        | Donețk                                 | AGM-88 HARM⁠(d)                         | —                                      | neidentificat                                    | 30.11.2022                               |                                  |                                  |                                  |                                  |                                                                  |
| regiunea Donețk                        | Amvrosiivka                            | M31                                    | 0/4                                    | infrastructură feroviară                         | 30.11.2022                               |                                  |                                  |                                  |                                  |                                                                  |